# 제1대 버클루 여공작 앤 스콧

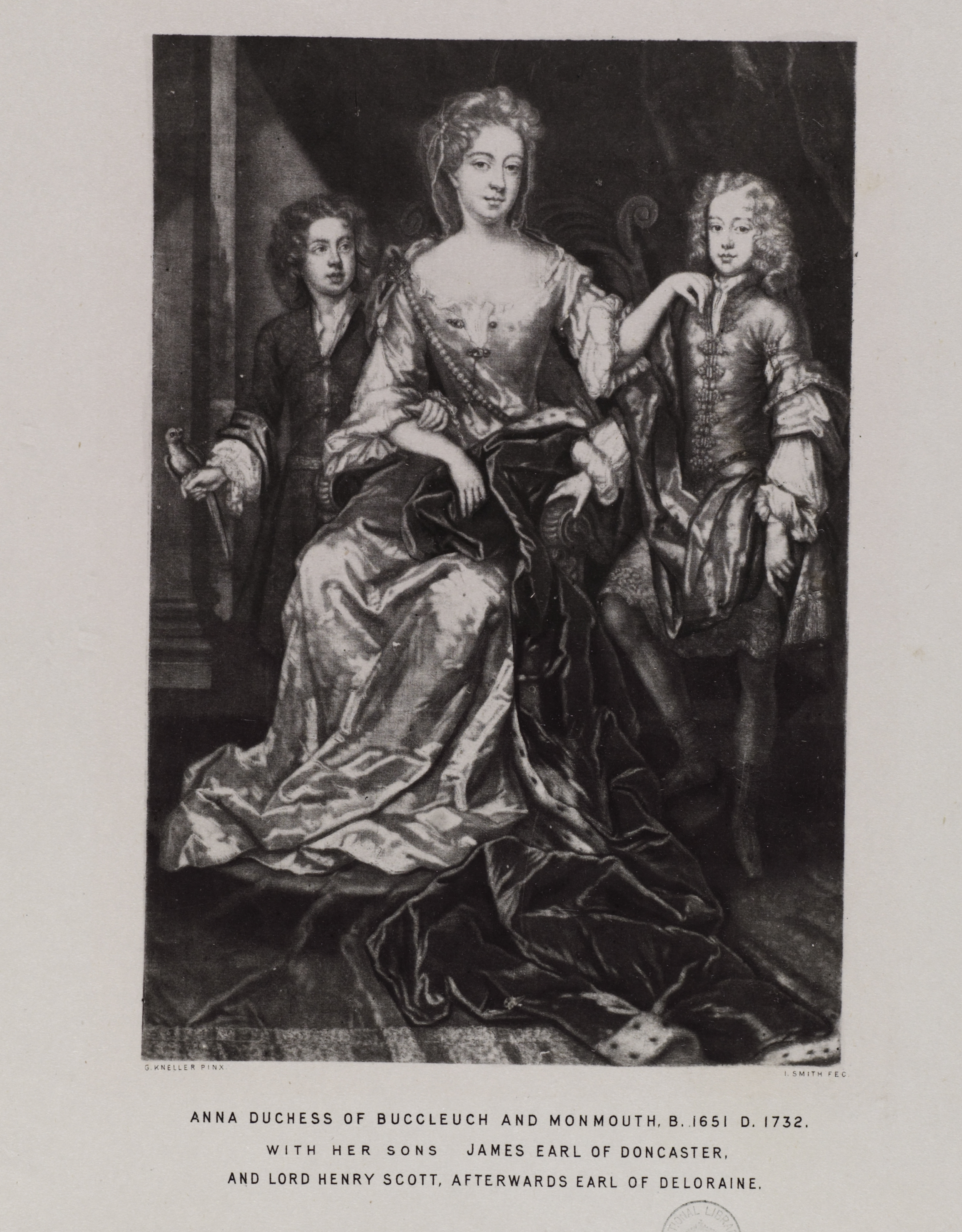
버클루 여공작과 두 아들 댈키스와 델로레인

제1대 버클루 여공작 앤 스콧(Anne Scott, 1st Duchess of Buccleuch)은 스코틀랜드의 귀족이다. 제2대 버클루 백작 프랜시스 스콧의 딸이며 제3대 버클루 여백작 메리 스콧(제4대 스콧오브버클루 여남작)의 여동생이다.
언니 메리 사후 버클루 백작, 스콧오브버클루 남작위를 이어받았다.
|  | 스코틀랜드의 버클루 여공작(2차) 1663년 ~ 1732년 | 후임 프랜시스 스콧 |

| 전임 메리 스콧 | 스코틀랜드의 버클루 여백작 1661년 ~ 1732년 | 후임 프랜시스 스콧 |